# Тагавере
Та́гавере (эст. Tagavere) — деревня в волости Сааремаа уезда Сааремаа, Эстония.
До административной реформы местных самоуправлений Эстонии 2017 года входила в состав волости Ориссааре (упразднена).

## География и описание
Расположена в 34 километрах к северо-востоку от волостного и уездного центра — города Курессааре. Высота над уровнем моря — 13 метров.
Климат умеренный. Официальный язык — эстонский. Почтовый индекс — 94638.

## Население
По данным переписи населения 2021 года, в Тагавере насчитывалось 96 жителей, из них 93 (96,9 %) — эстонцы.
По данным переписи населения 2011 года, в деревне проживали 116 человек, из них 112 (96,6 %) — эстонцы.
Численность населения деревни Тагавере по данным переписей населения:
| Год  | 1959 | 1970  | 1979  | 1989  | 2000  | 2011  | 2021 |
| ---- | ---- | ----- | ----- | ----- | ----- | ----- | ---- |
| Чел. | 110  | ↘ 104 | ↗ 261 | ↘ 245 | ↘ 140 | ↘ 116 | ↘ 96 |

## История
В письменных источниках 1592 года упоминается Tackeuer (вакк), 1645 и 1798 годов — Taggafer.
Около 1488 года, когда эстонскими землями владели датчане, на Сааремаа была основана мыза Таггафер (эст. Taggafer, Арью (эст. Arju mõis). Эстонские историки считают, что деревня Тагавере, расположенная к югу от неё, была основана до XV века людьми, приехавшими из деревни Кареда.
В 1977–1997 годах с Тагавере были объединены несколько соседних деревень: Арью (эст. Arju), Имавере (эст. Imavere), Кареда (эст. Kareda), Кунингусте (эст. Kuninguste) и Салу (эст. Salu).

Братская могила советских воинов, павших во II мировой войне, в Тагавере, 2018 год. Памятник демонтирован и останки перезахоронены в 2023 году

В 1949 году в деревне, на братской могиле воинов Советской армии, павших во Второй мировой войне ( с 1997 до 2022 года), местными жителями был установлен памятник из доломита. Вместо него в 1978 году установили монумент, изготовленный Мяртом Мыттусом (Märt Mõttus).  Он представляет собой двух рядом стоящих печальных воинов, изображённых до колен. На задней стороне памятника выбиты даты «1941—1945» и имена 11 погибших. В протоколе от 30 ноября 2022 года рабочая группа по советским памятникам при Госканцелярии Эстонии оценила этот памятник как нейтральный (т. е. не «красный») монумент, не подлежащий демонтажу, и рекомендовала волостной управе в случае его демонтажа сохранить скульптуру. Памятник был демонтирован по решению волостной управы, и останки перезахоронены на кладбище весной 2023 года (см. Список советских военных памятников Эстонии).
В советское время деревня была центром колхоза «Сангар», здесь работал доломитовый карьер завода «Ээсти Доломийт», было почтовое отделение.

## Инфраструктура
В Тагавере работают библиотека и продуктовый магазин торговой сети «Coop». До июня 2008 года в деревне работала основная школа.